# Ченгеры, Ксаверий Осипович
Ксаверий (Онуфрий) Осипович Ченгеры (Ченгери) (11 июня 1816 — 21 октября 1880) — русский генерал-лейтенант.

## Биография
Ксаверий Ченгеры происходил из дворян Киевской губернии. Воспитывался в дворянском полку, откуда 27 июля 1837 года выпущен прапорщиком в Шлиссельбургский пехотный полк, куда прибыл 26 августа. 15 января 1838 года назначен батальонным адъютантом и 29 сентября того же года произведен в чин подпоручика. С 1839 по 1841 был полковым адъютантом в этом полку и 1 сентября 1839 года произведен в чин поручика, а 11 марта 1842 переведён подпоручиком в лейб-гвардии Московский полк. 6 декабря 1844 года произведен в чин поручика. 11 апреля 1848 года произведен в чин штабс-капитана, а 21 апреля года назначен командиром роты. В рядах лейб-гвардии Московского полка участвовал в походе к границам империи во время Венгерской кампании 1849 года. 8 апреля 1853 года произведен в чин капитана и 2 марта 1853 года «за неимением бежавших нижних чинов во вверенной ему части» удостоился Высочайшего благоволения. 18 апреля 1854 года переведен в 5-й резервный батальон лейб-гвардии Московского полка. 22 августа 1854 года награждён знаком отличия беспорочной службы XV лет. Произведённый в полковники 30 августа 1854 года, он был переведён исправляющим должность младшего штаб-офицера в лейб-гвардии Финляндский полк и 19 ноября того же года назначен командиром 5-го батальона.

### Крымская война
Во время войны 1854—1856 годов находился в составе войск, охранявших побережье Петербургской и Выборгской губерний, за что был награждён бронзовой медалью. За смотры, парады и учения неоднократно удостаивался Высочайшего благоволения, а 22 августа 1856 года награждён орденом Св. Станислава II степени, к которому 30 августа следующего года была пожалована императорская корона. В 1857-1858 годах, продолжая с отличием командовать батальоном, за смотры, парады и учения неоднократно удостаивался Высочайшего благоволения и 22 августа 1859 года был награждён знаком отличия беспорочной службы за XX лет.

### Польское восстание 1863 года
2 марта 1860 Ченгеры был назначен командиром Смоленского пехотного полка, и состоя в этой должности во время польского восстания был военным начальником Келецкого, Опатовского и Сандомирского уездов. До сведения его стали доходить слухи, что в местечке Суходнев формируется отряд мятежников под предводительством Давыдовича. Ченгеры немедленно донёс о полученном известии командующему войсками, но никаких определённых инструкций от него не получил. Прошло несколько дней. В местечке Бодзентын поляки ночью напали на 2-ю стрелковую роту; спрашивать особых указаний и разрешений было поздно, и Ченгеры решил действовать решительно, принимая всю ответственность за могущие произойти последствия на себя. Город Кельцы был объявлен на осадном положении, артиллерия выведена из парка и размещена на городской площади, сильный отряд под командованием полковника Севастьянова был послан в Бодзентын, другая колонна под командованием самого Ченгеры двинулась к Суходневу. Оба отряда не нашли неприятеля и вернулись обратно в Кельцы. Вскоре затем было получено официальное уведомление от командующего войсками Радомского округа о том, что силы инсургентов сосредоточены в горах святого Креста. Ченгеры было предложено отправится с отрядом в местечко Слупь-Нова, где произошло сражение, в результате которого русские войска завладели лагерем поляков и походной канцелярией генерала Лангевича. Ченгеры принимал участие в сражении при Гроховиском, когда были разбиты войска того же Лангевича, тогда уже диктатора. последний бежал в Австрию, где и был арестован. Между прочим, ходили упорные слухи, что не все документы диктатора, попавшие в руки Ченгеры, были препровождены им по принадлежности, говорили также, что Ченгеры был неоднократно вызываем по этому поводу в Петербург. Как бы то ни было, Государь, прочитав рапорт об изгнании Лангевича из пределов России, положил на донесении резолюцию «Полковник Ченгеры действовал молодцом, а потому произвести его в генерал-майоры.» (22 марта 1863). Также, за отличие был награждён 10 апреля 1863 года орденом Св. Владимира IV степени с мечами и бантом и 10 июня того же года «за отличие в делах с польскими мятежниками» орденом Св. Владимира III степени.

### Последние годы жизни
23 июня 1863 года Ченгеры был назначен помощником начальника 7-й пехотной дивизии. 24 июля 1866 года он был назначен командующим 37-й пехотной дивизией и 10 августа того же года пожалован орденом Св. Станислава I степени, а 20 апреля 1869 года награждён орденом Св. Анны I степени. 28 марта 1871 года произведён в генерал-лейтенанты с утверждением в должности начальника дивизии. 4 мая 1873 года последовало Высочайшее соизволение на принятие и ношение пожалованного германским императором прусского ордена Красного орла I степени, а 30 августа Ксаверий Осипович был пожалован императорской короной к ордену Св. Анны I степени. 15 февраля 1874 года последовало Высочайшее соизволение на принятие и ношение пожалованного австрийским императором ордена Железной короны I степени, а 31 августа 1876 года был награждён орденом Св. Владимира II степени и 8 декабря того же года пожалован датский орден Данеброга командорского креста I степени.  21 марта 1879 года назначен членом Александровского комитета о раненых и 4 сентября того же года пожалован орденом Белого орла. 
Умер 21 октября 1880 года в Санкт-Петербурге. Похоронен на Смоленском лютеранском кладбище.

## Награды
- Орден Белого орла
- Орден Святого Владимира 2-й ст.
- Орден Святого Владимира 3-й ст.
- Орден Святой Анны 1-й ст.
- Орден Святого Станислава 1-й ст.